# Казахский залив

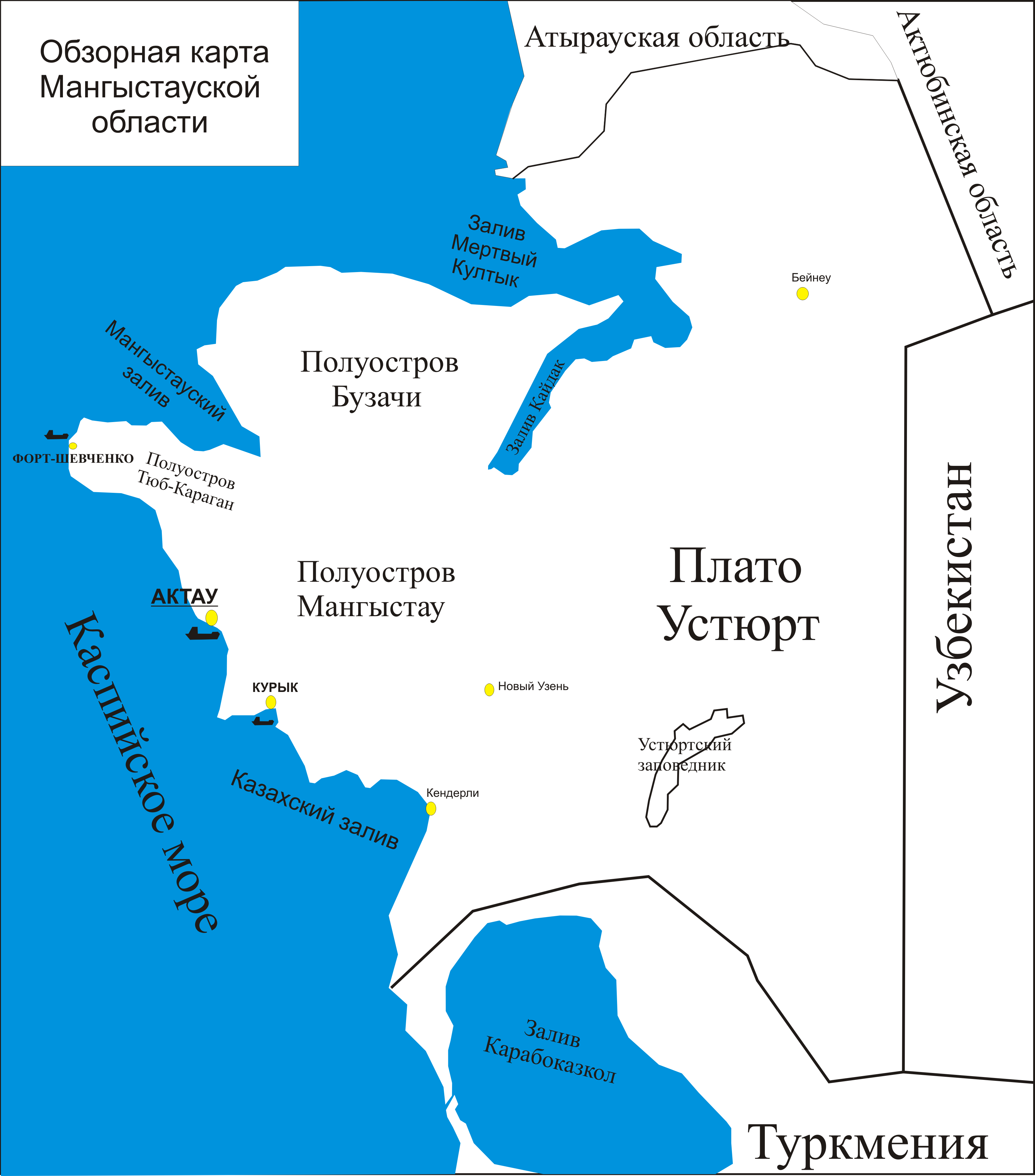
Полуостров Мангышлак

Казахский залив (каз. Қазақ шығанағы) — залив в восточной части Каспийского моря, расположен у полуострова Мангышлак (омывает его южный берег). На территории Каракиянского района вдаётся в сушу на 46 км.
Имеет дугообразную форму. Размеры залива: длина — около 46 км, ширина у входа — 83 км. Средняя глубина — 13—15 м, максимальная 32 м. Берега в основном возвышенные. На востоке находится мелководная бухта Кендерли, отделенная одноимённой косой. Солёность воды в заливе — 13—14 ‰. Летом поверхность нагревается до 26—27 °C, а зимой температура понижается до −8 °C и на 2—3 месяца покрывается тонким льдом. Обитают сельдь, килька, бычок, моллюски и беспозвоночные.